# Domenico Atticciati
Domenico Atticciati (Firenze, ... – ...; fl. XVI secolo) è stato un intagliatore italiano, attivo in Toscana.

## Biografia

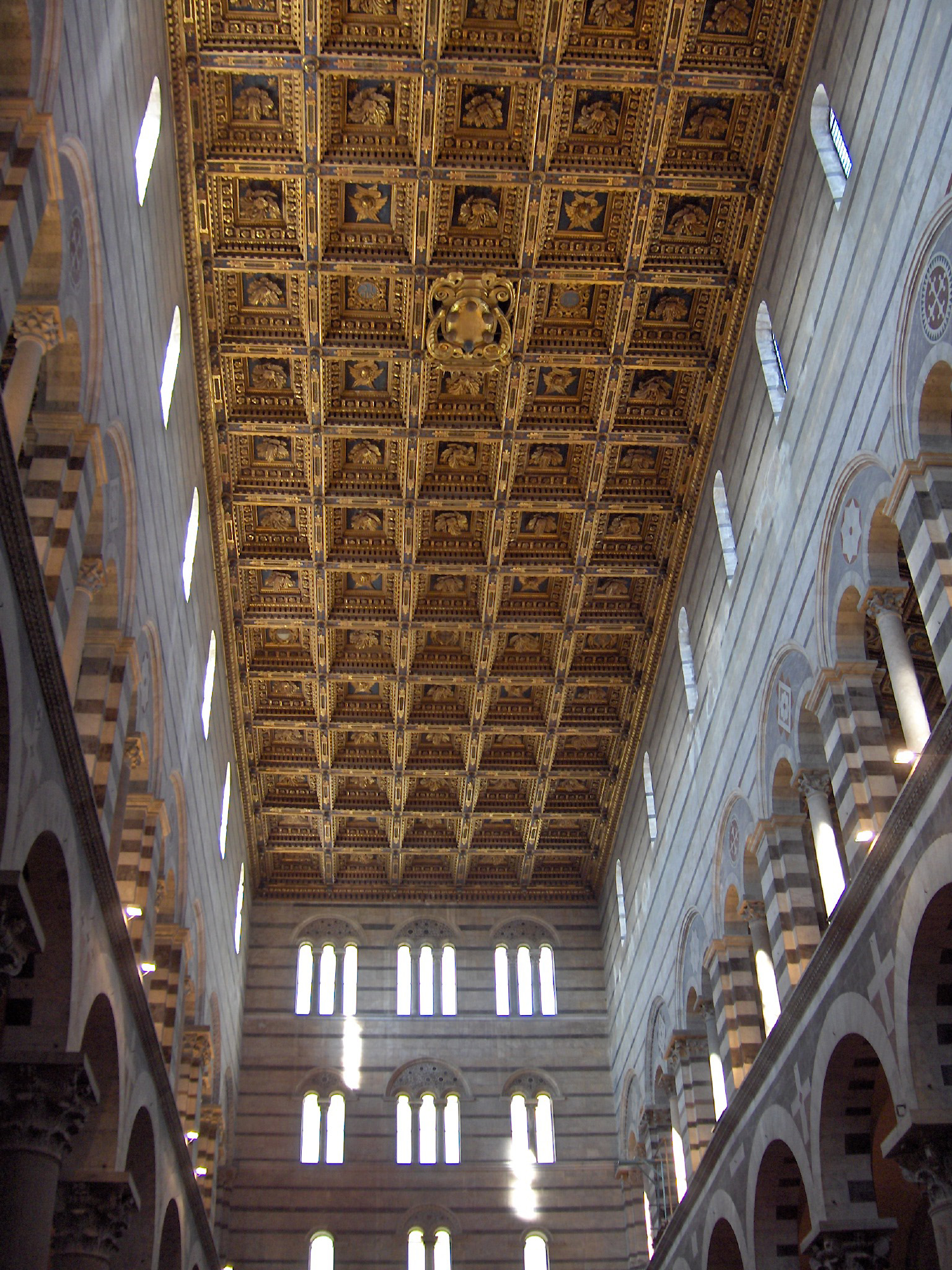
Il soffitto a cassettoni fatto da Domenico nel duomo di Pisa

Domenico di Filippo Atticciati (o Alticciati) è stato uno dei più importanti intagliatori e intarsiatori della seconda metà del XVI secolo operanti in ambito toscano. A lui è attribuito il coro della chiesa di San Lorenzo a Firenze. Il suo capolavoro però è il coro posto nella certosa del Galluzzo, opera comprensiva di ben 36 stalli in legno e ad intarsio realizzato nel 1590 su disegno di Angelo Feltrini conosciuto come il Cosimo.
Altre sue opere si trovano a Siena nella Cattedrale, dove risulta attivo nel 1575. Nel 1580 lavora all'Abbazia di San Michele Arcangelo a Passignano dove realizza dei banconi per la sagrestia e nel 1590 in collaborazione con Benedetto di Giovanni realizza dei seggi intagliati per la Certosa di Pontignano.
Nel 1593 realizza il tabernacolo della chiesa del Carmine a Firenze su disegno di Bernardo Buontalenti. A cavallo tra XVI e XVII secolo è operoso nella cattedrale di Pisa dove realizza il soffitto ligneo a lacunari. In questa opera viene a aiutato dal figlio Bernardo e dal nipote Bartolomeo, tutti valenti intagliatori e prosecutori della sua opera.